# Hermann Garhofer
Hermann Garhofer (* 1. November 1887 in Hainburg an der Donau; † 3. Oktober 1949 in Linz) war ein oberösterreichischer Richter und Politiker. Er war 1945 Mitglied der Landesregierung Eigl, einer Beamtenregierung.

## Leben
Garhofer absolvierte nach dem Abschluss des Humanistischen Gymnasiums in Linz mit der Matura ein Studium der Rechtswissenschaften an der Universität Wien. Er arbeitete als Bezirksrichter im Sprengel des Landes- und Oberlandesgericht Linz und wurde in der Folge zum Oberlandesgerichtsrat ernannt. 1939 stieg er zum Kreisfachgruppenwalte des Nationalsozialistischen Rechtswahrerbund für den Kreis Linz-Stadt auf. Er gehörte als Beamter der ersten Oberösterreichischen Landesregierung nach dem Zweiten Weltkrieg an, wo er zwischen dem 17. Mai 1945 und dem 25. Oktober 1945 das Justizressort betreute. Zudem war er vom 14. Juli 1945 bis zum 25. Oktober 1945 provisorischer Leiter des Oberlandesgerichts Linz. Garhofer wurde wenige Tage nach der Auflösung der Beamtenregierung am 3. November 1945 vom United States Army Criminal Investigation Command verhaftet. Die Verhaftung sei damals erfolgt, nachdem sich Garhofer angeblich geweigert hatte, zwei oder drei Beamte des Oberlandesgerichtes zu entlassen, wobei er bei der Überprüfung des Justizpersonals ausschließlich auf fachliche Eignung und den „guten Charakter“ der Mitarbeiter Wert gelegt hatte, während er – auch „illegale“ – Mitgliedschaften in der NSDAP außer Acht gelassen hatte. Garhofer wurde bereits drei Tage nach seiner Verhaftung wieder entlassen, seine Rückkehr in den Justizdienst genehmigen die US-Behörden jedoch erst im März 1946.

## Privates
Garhofer wurde als Sohn von Oberst Franz Garhofer und seiner Frau Hermine, geborene Lindner, geboren. Er war ab 1921 mit Ida Purkarthofer verheiratet und wurde Vater von zwei Kindern.